# 巨爪地懶
巨爪地懶（學名：Megalonyx）是中新世晚期至更新世晚期一屬已滅絕的地懶。牠們的近親為二趾樹懶。牠們是北美洲的特有種，是二趾樹懶科下分佈最廣的，最北至阿拉斯加及育空。牠們是由游地懶演化而來，其下最早出現的物種是M. wheatleyi。模式種傑氏巨爪地懶（M. jeffersonii）體長可達 3米（9.8英尺），體重則超過 1,000 公斤。

## 化石

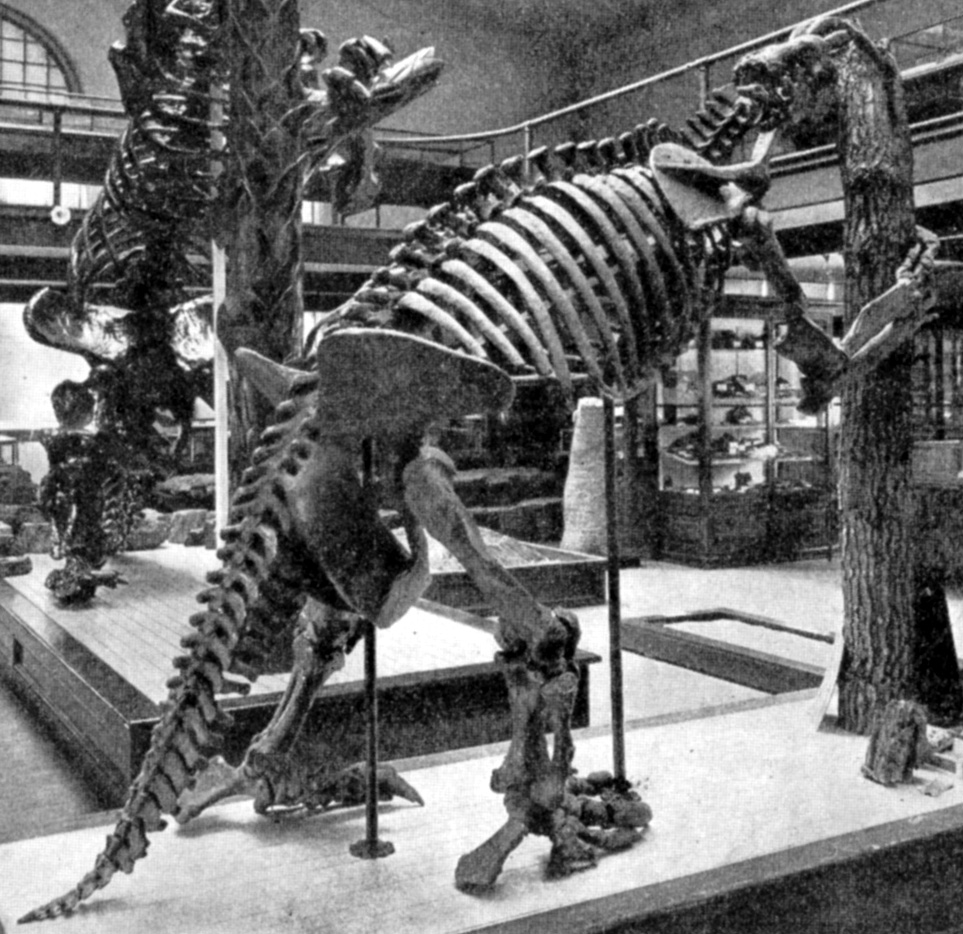
杰氏巨爪地懶的骨骼。

巨爪地懶的學名是由美國總統湯瑪斯·傑佛遜於1797年所命名，其化石是來自維吉尼亞州。在愛荷華州西南部持續的挖掘發現了疑似巨爪地懶的家庭生活：一隻成年巨爪地懶與兩隻不同年齡的幼生一同被發現，估計成年的會照顧幼生的。

## 分佈
巨爪地懶分佈在北美洲的大部份地區，由阿拉斯加中部至科羅拉多州中部。牠們居住在潮濕及寒冷氣候，長滿雲杉的地方。另外，在南部的杰氏巨爪地懶體型較大，在北部的則體型較細小。

## 外部連結
- Sloth World （页面存档备份，存于）
- Sloth Central
- Smithsonian National Zoological Park